# Балойи, Брайан
Брайан Балойи (англ. Brian Baloyi; род. 16 марта 1974, Александра, Трансвааль, Александра) — южноафриканский футбольный вратарь, завершивший спортивную карьеру. Выступал за сборную ЮАР.

## Карьера
Балойи дебютировал в 1993 году. Более 10 лет играл за «Кайзер Чифс», после чего в 2004 перешёл в Мамелоди Сандаунз. Карьеру окончил в 2010 году. Получил прозвище Человек-паук.
Входил в состав сборной на Чемпионате мира 1998 во Франции и на Олимпийских играх 2000 в Сиднее.
Несмотря на большой возраст он был призван Жоэлем Сантаной в сборную на Кубок конфедераций 2009, но он был резервным вратарем, после Итумеленга Куне и Роуэна Фернандеса.